# Tour de França de 1998
El 85è Tour de França es va disputar de l'11 de juliol al 2 d'agost de 1998 sobre un recorregut de 21 etapes + el pròleg inicial, i amb un total de 3.875 km que el vencedor va cobrir a una velocitat mitjana de 39,983 km/h. La carrera va començar a Dublín i va acabar a París, en el clàssic final dels Camps Elisis. Va ser la primera vegada que es va eixir d'Irlanda i es van disputar en aquest país tant el pròleg com les dues primeres etapes.
Aquesta edició es va disputar amb més retard en el calendari que en altres edicions a causa que França també va organitzar la Copa Mundial de Futbol de 1998.

## Etapes
| Etapa     | Data         | Ciutats d'etapa                          | Tipus                     | Tipus                     | km    | Guanyador de l'etapa    | Líder de la general    |
| --------- | ------------ | ---------------------------------------- | ------------------------- | ------------------------- | ----- | ----------------------- | ---------------------- |
| Pròleg    | 11 de juliol | Dublín (IRL) – Dublín (IRL)              | contrarellotge individual | Contrarellotge individual | 5,6   | Chris Boardman (GBR)    | Chris Boardman (GBR)   |
| 1a etapa  | 12 de juliol | Dublín (IRL) – Dublín (IRL)              | Etapa plana               | Etapa plana               | 203   | Tom Steels (BEL)        | Chris Boardman (GBR)   |
| 2a etapa  | 13 de juliol | Enniscorthy (IRL) – Cork (IRL)           | Etapa plana               | Etapa plana               | 205,5 | Ján Svorada (CZE)       | Erik Zabel (GER)       |
| 3a etapa  | 14 de juliol | Roscoff – Lorient                        | Etapa plana               | Etapa plana               | 169   | Jens Heppner (GER)      | Bo Hamburger (DEN)     |
| 4a etapa  | 15 de juliol | Plouay – Cholet                          | Etapa plana               | Etapa plana               | 252   | Jeroen Blijlevens (NED) | Stuart O'Grady (AUS)   |
| 5a etapa  | 16 de juliol | Cholet – Châteauroux                     | Etapa plana               | Etapa plana               | 228,5 | Mario Cipollini (ITA)   | Stuart O'Grady (AUS)   |
| 6a etapa  | 17 de juliol | La Châtre – Briva                        | Etapa plana               | Etapa plana               | 204,5 | Mario Cipollini (ITA)   | Stuart O'Grady (AUS)   |
| 7a etapa  | 18 de juliol | Mairinhac – Corrèsa                      | contrarellotge individual | Contrarellotge individual | 58    | Jan Ullrich (GER)       | Jan Ullrich (GER)      |
| 8a etapa  | 19 de juliol | Briva – Montauban                        | Etapa plana               | Etapa plana               | 190,5 | Jacky Durand (FRA)      | Laurent Desbiens (FRA) |
| 9a etapa  | 20 de juliol | Montauban – Pau                          | Etapa plana               | Etapa plana               | 210   | Léon van Bon (NED)      | Laurent Desbiens (FRA) |
| 10a etapa | 21 de juliol | Pau – Banhèras de Luishon                | Etapa de muntanya         | Etapa de muntanya         | 196,5 | Rodolfo Massi (ITA)     | Jan Ullrich (GER)      |
| 11a etapa | 22 de juliol | Banhèras de Luishon – Plan de Belha      | Etapa de muntanya         | Etapa de muntanya         | 198,5 | Marco Pantani (ITA)     | Jan Ullrich (GER)      |
| 12a etapa | 24 de juliol | Tarascon – Cap d'Agde                    | Etapa plana               | Etapa plana               | 222   | Tom Steels (BEL)        | Jan Ullrich (GER)      |
| 13a etapa | 25 de juliol | Frontinhan – Carpentràs                  | Etapa plana               | Etapa plana               | 196   | Daniele Nardello (ITA)  | Jan Ullrich (GER)      |
| 14a etapa | 26 de juliol | Vauriàs – Grenoble                       | Etapa de mitja muntanya   | Etapa de mitja muntanya   | 186,5 | Stuart O'Grady (AUS)    | Jan Ullrich (GER)      |
| 15a etapa | 27 de juliol | Grenoble – Les Deux Alpes                | Etapa de muntanya         | Etapa de muntanya         | 189   | Marco Pantani (ITA)     | Marco Pantani (ITA)    |
| 16a etapa | 28 de juliol | Vizille – Albertville                    | Etapa de muntanya         | Etapa de muntanya         | 204   | Jan Ullrich (GER)       | Marco Pantani (ITA)    |
| 17a etapa | 29 de juliol | Albertville – Aix-les-Bains              | Etapa de muntanya         | Etapa de muntanya         | 149   | etapa neutralitzada     | Marco Pantani (ITA)    |
| 18a etapa | 30 de juliol | Aix-les-Bains – Neuchâtel (SUI)          | Etapa de muntanya         | Etapa de muntanya         | 218,5 | Tom Steels (BEL)        | Marco Pantani (ITA)    |
| 19a etapa | 31 de juliol | La Chaux-de-Fonds (SUI) – Ciutat d'Autun | Etapa plana               | Etapa plana               | 242   | Magnus Bäckstedt (SWE)  | Marco Pantani (ITA)    |
| 20a etapa | 1 d'agost    | Montceau-les-Mines – Le Creusot          | contrarellotge individual | Contrarellotge individual | 52    | Jan Ullrich (GER)       | Marco Pantani (ITA)    |
| 21a etapa | 2 d'agost    | Melun – París                            | Etapa plana               | Etapa plana               | 147,5 | Tom Steels (BEL)        | Marco Pantani (ITA)    |

## Equips
A l'edició del 1997 hi va haver molts accidents durant la primera setmana de cursa, per aquest motiu l'Amaury Sport Organisation (ASO), organitzadora del Tour va decidir reduir el nombre d'equips a 21 amb un total de 189 ciclistes. Els setze equips classificats en el rànquing de l'UCI foren: Banesto, Casino, Gan, Festina, Kelme, La Française des Jeux, Lotto-Mobistar, Mapei, Mercatone Uno, ONCE, Polti, Rabobank, Saeco, Telekom, TVM i US Postal Service. Mentre que a la resta de places vacants hi foren convidats els equips: ASICS-CGA, Cofidis, Riso Scotti i Vitalicio Seguros. El Big Mat-Auber 93 va rebre una invitació especial.
Els vint-i-un equips que han participat en aquesta edició del Tour han estat:
- Sis equips francesos: Festina, La Française des Jeux, Gan, Casino, Cofidis i Big Mat-Auber 93
- Sis equips italians: Mapei, Saeco Cannondale, Mercatone Uno, Polti, ASICS-CGA i Riso Scotti
- Quatre equips espanyols: ONCE, Banesto, Kelme i Vitalicio Seguros
- Dos equips neerlandesos: TVM Farm Frites i Rabobank
- Un equip alemany: Telekom
- un equip belga: Lotto-Mobistar
- un equip estatunidenc: US Postal Service

| Dorsals | Codi | Equip                 | Director esportiu      |
| ------- | ---- | --------------------- | ---------------------- |
| 1-9     | GCE  | Telekom               | Walter Godefroot       |
| 11-19   | TMO  | Festina               | Bruno Roussel          |
| 21-29   | CSC  | Mercatone Uno         | Giuseppe Martinelli    |
| 31-39   | PRL  | Mapei                 | Patrick Lefevere       |
| 41-49   | RAB  | ONCE                  | Manolo Sáiz            |
| 51-59   | A2R  | Rabobank              | Theo de Rooij          |
| 61-69   | EUS  | Casino                | Vincent Lavenu         |
| 71-79   | LAM  | Banesto               | Eusebio Unzúe          |
| 81-89   | GST  | Gan                   | Roger Legeay           |
| 91-99   | C.A  | Lotto-Mobistar        | Jean-Luc Vandenbroucke |
| 101-109 | C.A  | TVM Farm Frites       | Cees Priem             |
| 111-119 | DSC  | Saeco Cannondale      | Antonio Salutini       |
| 121-129 | BTL  | La Française des Jeux | Marc Madiot            |
| 131-139 | AGR  | Cofidis               | Bernard Quilfen        |
| 141-149 | COF  | Polti                 | Gianluigi Stanga       |
| 151-159 | LIQ  | ASICS-CGA             | Serge Parsani          |
| 161-169 | FDJ  | Vitalicio Seguros     | Javier Mínguez         |
| 171-179 | QSI  | Kelme                 | Álvaro Pino            |
| 181-189 | MRM  | US Postal Service     | Mark Gorski            |
| 191-199 | AST  | Riso Scotti           | Emmanuele Bombini      |
| 201-209 | SDV  | Big Mat-Auber 93      | Stephane Javalet       |

## Classificacions

### Classificació general[2]
|    | Ciclista           | Equip                 | Temps       |
| -- | ------------------ | --------------------- | ----------- |
| 1  | Marco Pantani      | Mercatone Uno-Bianchi | 92h 49' 46" |
| 2  | Jan Ullrich        | Deutsche Telekom      | + 3' 21"    |
| 3  | Bobby Julich       | Cofidis               | + 4' 08"    |
| 4  | Christophe Rinero  | Cofidis               | + 9' 16"    |
| 5  | Michael Boogerd    | Rabobank              | + 11' 26"   |
| 6  | Jean-Cyril Robin   | US Postal Service     | + 14' 57"   |
| 7  | Roland Meier       | Cofidis               | + 15' 13"   |
| 8  | Daniele Nardello   | Mapei-Bricobi         | + 16' 07"   |
| 9  | Giuseppe Di Grande | Mapei-Bricobi         | + 17' 35"   |
| 10 | Axel Merckx        | Polti                 | + 17' 39"   |

### Classificació de la regularitat[3]
|    | Ciclista        | Equip             | Punts |
| -- | --------------- | ----------------- | ----- |
| 1  | Erik Zabel      | Telekom           | 327   |
| 2  | Stuart O'Grady  | GAN               | 230   |
| 3  | Tom Steels      | Mapei-Bricobi     | 221   |
| 4  | Robbie McEwen   | Rabobank          | 196   |
| 5  | George Hincapie | US Postal Service | 151   |
| 6  | François Simon  | GAN               | 149   |
| 7  | Bobby Julich    | Cofidis           | 114   |
| 8  | Jacky Durand    | Casino            | 111   |
| 9  | Alain Turicchia | Asics-CGA         | 99    |
| 10 | Marco Pantani   | Mercatone Uno     | 90    |

### Classificació de la muntanya[4]
|    | Ciclista          | Equip              | Punts |
| -- | ----------------- | ------------------ | ----- |
| 1  | Christophe Rinero | Cofidis            | 200   |
| 2  | Marco Pantani     | Mercatone Uno      | 175   |
| 3  | Alberto Elli      | Casino             | 165   |
| 4  | Cédric Vasseur    | GAN                | 156   |
| 5  | Stéphane Heulot   | Française des Jeux | 152   |
| 6  | Jan Ullrich       | Telekom            | 126   |
| 7  | Bobby Julich      | Cofidis            | 98    |
| 8  | Michael Boogerd   | Rabobank           | 92    |
| 9  | Leonardo Piepoli  | Saecco             | 90    |
| 10 | Roland Meier      | Cofidis            | 89    |

### Classificació dels joves[5]
|    | Ciclista           | Equip          | Temps        |
| -- | ------------------ | -------------- | ------------ |
| 1  | Jan Ullrich        | Telekom        | 92h 53' 07   |
| 2  | Christophe Rinero  | Cofidis        | + 5' 55"     |
| 3  | Giuseppe Di Grande | Mapei-Bricobi  | + 14' 14"    |
| 4  | Kevin Livingstone  | Cofidis        | + 30' 42"    |
| 5  | Jörg Jaksche       | Polti          | + 32' 20"    |
| 6  | Geert Verheyen     | Lotto-Mobistar | + 38' 02"    |
| 7  | Benoit Salmon      | Casino         | + 47' 57"    |
| 8  | Koos Moerenhout    | Rabobank       | + 1h 26' 16" |
| 9  | Fabio Sacchi       | Polti          | + 1h 28' 32" |
| 10 | Nicolas Jalabert   | ONCE           | + 1h 35' 24" |

### Premi de la Competitivitat[6]
|   | Ciclista        | Equip              | Punts |
| - | --------------- | ------------------ | ----- |
| 1 | Jacky Durand    | Casino             | 94    |
| 2 | Andrea Tafi     | Mapei              | 51    |
| 3 | Stéphane Heulot | Française des Jeux | 49    |
| 4 | Cédric Vasseur  | GAN                | 47    |
| 5 | Stéphane Heulot | Casino-AG2R        | 43    |

### Classificació per equips[7]
|    | Equip             | Temps        |
| -- | ----------------- | ------------ |
| 1  | Cofidis           | 278h 29' 58" |
| 2  | Casino-AG2R       | + 29' 09"    |
| 3  | US Postal Service | + 41' 40"    |
| 4  | Telekom           | + 46' 01"    |
| 5  | Lotto-Mobistar    | + 1h 04' 14" |
| 6  | Polti             | + 1h 06' 32" |
| 7  | Rabobank          | + 1h 46' 20" |
| 8  | Mapei-Bricobi     | + 1h 59' 53" |
| 9  | Big Mat-Auber 93  | + 2h 03' 32" |
| 10 | Mercatone Uno     | + 2h 23' 04" |